# Милок, Карлос
Карлос Милок Пелачи (исп. Carlos Miloc Pelachi; 9 февраля 1932, Монтевидео, Уругвай — 25 февраля 2017, Монтеррей, Мексика) — уругвайский футболист, выступавший на позиции нападающего, футбольный тренер.

## Биография

### Карьера игрока
Начинал карьеру в родном городе в клубе «Насьональ», в период его выступлений клуб дважды побеждал в чемпионате Уругвая. Выступал за юниорскую сборную Уругвая.
В 1954—1956 годах играл в национальном чемпионате Колумбии за клуб «Нуэво Кукута», затем перебрался в Мексику, где представлял «Морелию» и «Ирапуато». В сезоне 1957/58 в составе «Морелии» стал вице-чемпионом Мексики. Получил прозвище El Tanque («Танк»).

### Карьера тренера
Сразу после окончания игровой карьеры стал тренером в своём бывшем клубе «Ирапуато». В дальнейшем за свою 30-летнюю карьеру сменил более 10 клубов в Мексике. В 1975 году с клубом «Сан-Луис» поднялся из первого дивизиона в высший. В 1978 году с клубом «УАНЛ Тигрес» выиграл первый в его истории чемпионский титул, в 1982 году во второй раз повторно привёл клуб к чемпионскому званию. В сезоне 1980/81 с командой «Эстудиантес Текос» не проигрывал на протяжении 20 матчей и стал победителем регулярного сезона, но уступил в плей-офф. С клубом «Америка» в 1990 году выиграл Кубок чемпионов КОНКАКАФ, а в 1991 году победил в Межамериканском кубке.
В конце карьеры работал в Гватемале с клубом «Комуникасьонес», становился чемпионом страны. В 2000 году со сборной Гватемалы участвовал в Золотом кубке КОНКАКАФ, но команда не смогла преодолеть групповой турнир.
В последние годы жизни жил в пригороде Монтеррея — Сан-Николас-де-лос-Гарса, где находилась штаб-квартира клуба «УАНЛ Тигрес». Работал колумнистом газеты Grupo Reforma.